# Abercanaid
Abercanaid är en ort i Storbritannien.   Den ligger i kommunen Merthyr Tydfil och riksdelen Wales, i den södra delen av landet, 220 km väster om huvudstaden London. Abercanaid ligger 160 meter över havet och antalet invånare är 5 061.
Terrängen runt Abercanaid är huvudsakligen kuperad, men åt nordost är den platt. Abercanaid ligger nere i en dal.Runt Abercanaid är det tätbefolkat, med 947 invånare per kvadratkilometer. Närmaste större samhälle är Merthyr Tydfil, 2,8 km norr om Abercanaid. I omgivningarna runt Abercanaid växer i huvudsak blandskog.